# 경북대학교병원
경북대학교병원(慶北大學校病院, Kyungpook National University Hospital)은 대한민국 대구광역시 중구 동덕로에 위치해 있으며, 대구•경북지역을 대표하는 국립대학교병원이다. 경북대학교병원은 대한민국이 근대화가 시작되던 1907년 개원하여 현재에 이르기까지 110여 년 이상의 역사와 전통을 바탕으로 대한민국 의료의 중추적 역할을 수행해왔으며 설립 목적인 교육•연구•진료 기능을 충실히 수행하여 인류의 건강증진에 기여하고 있다. 대구 중구에 위치한 경북대학교병원 본원을 중심으로 2011년 대구 북구에 신설한 칠곡경북대학교병원이 유기적으로 결합하여 최상의 진료시스템을 구축하고 있다. 특히 2020년 12월에 발표된 4기 상급종합병원에 경북대학교병원과 칠곡경북대학교병원 모두가 지정되면서 명실상부 대구를 대표하는 공공의료기관으로 자리매김하고 있다.
| 병상규모             | 병상규모             |
| -------------------- | -------------------- |
|                      |                      |
| 대구 중구 동덕로 130 | 대구 북구 호국로 807 |
| 900여 병상           | 1300여 병상          |

## 진료과, 특성화센터

#### 진료과
- 가정의학과, 내분비대사내과, 대장항문소아외과, 류마티스내과, 마취통증의학과, 모발센터, 방사선종양학과, 병리과, 비뇨의학과, 산부인과, 성형외과, 소아청소년과, 소화기내과, 순환기내과, 신경과, 신경외과, 신장내과, 안과, 알레르기감염내과, 영상의학과, 외과, 유방갑상선외과, 응급의학과, 이비인후과, 이식혈관외과, 임상약리학과, 재활의학과, 정신건강의학과, 정형외과, 진단검사의학과, 피부과, 핵의학과, 혈액종양내과, 흉부외과, 호흡기내과

#### 특성화센터
- 경북대학교병원: 권역응급의료센터, 권역외상센터, 권역심뇌혈관질환센터, 모발이식센터, 건강증진센터, 장기이식센터 등
- 칠곡경북대학교병원:  대구경북지역암센터, 노인보건의료센터, 감염병전문병원, 어린이병원, 소아전문응급의료센터, 희귀난치성질환센터, 고위험산모신생아통합치료센터, 임상교육훈련센터 등

## 역사
- 1907년 대구 동인의원으로 개원
- 1910년 관립 대구 자혜의원
- 1912년 도립 대구의원으로 개칭

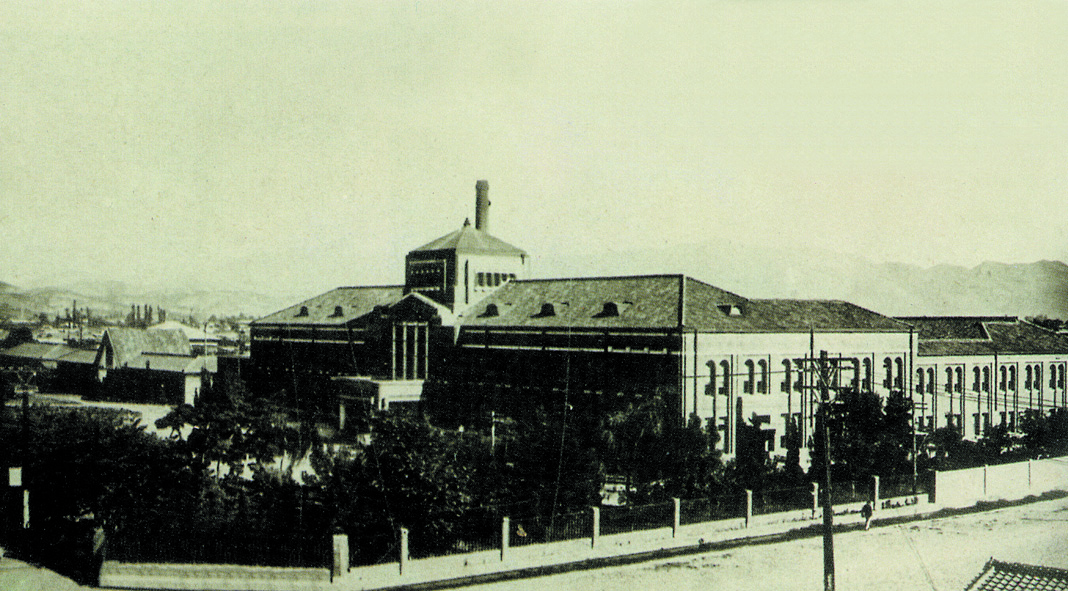
1928년 도립대구의원 전경

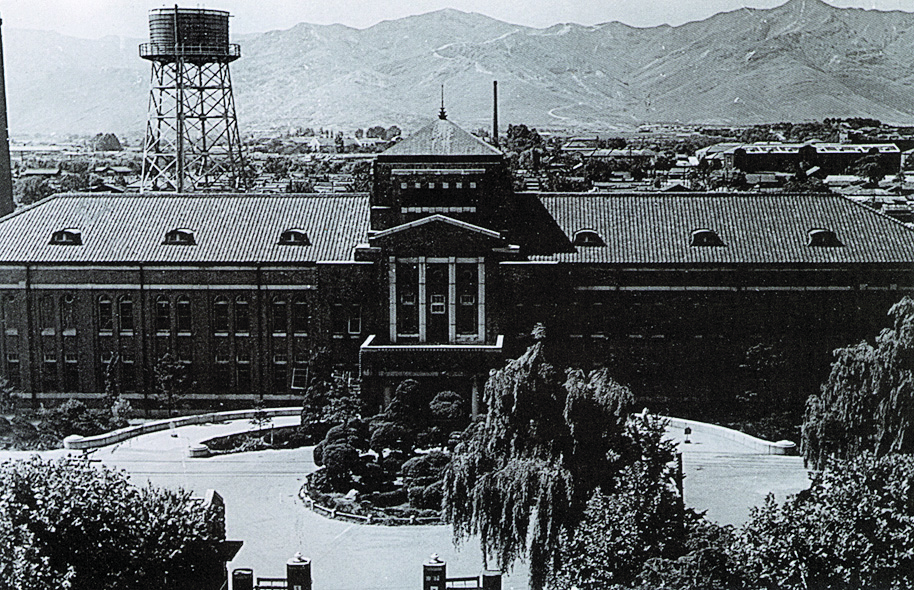
1956년 경북대학교병원 본관

- 1928년 현재 경북대병원 위치에 병원 건물 신축
- 1945년 대구의과대학 부속병원 개칭
- 1952년 경북대학교 의과대학 부속병원 개칭
- 1993년 특수법인 경북대학교병원으로 변경, 교육부 산하 기타공공기관으로 운영
- 2005년 대구경북지역 응급의료센터, 암센터, 노인보건의료센터로 지정
- 2011년 칠곡경북대학교병원 개원
- 2013년 경북대학교어린이병원 개원
- 2021년 칠곡경북대학교병원 임상실습동 개원

## 지역 공공의료기관 유일 연구중심병원 지정

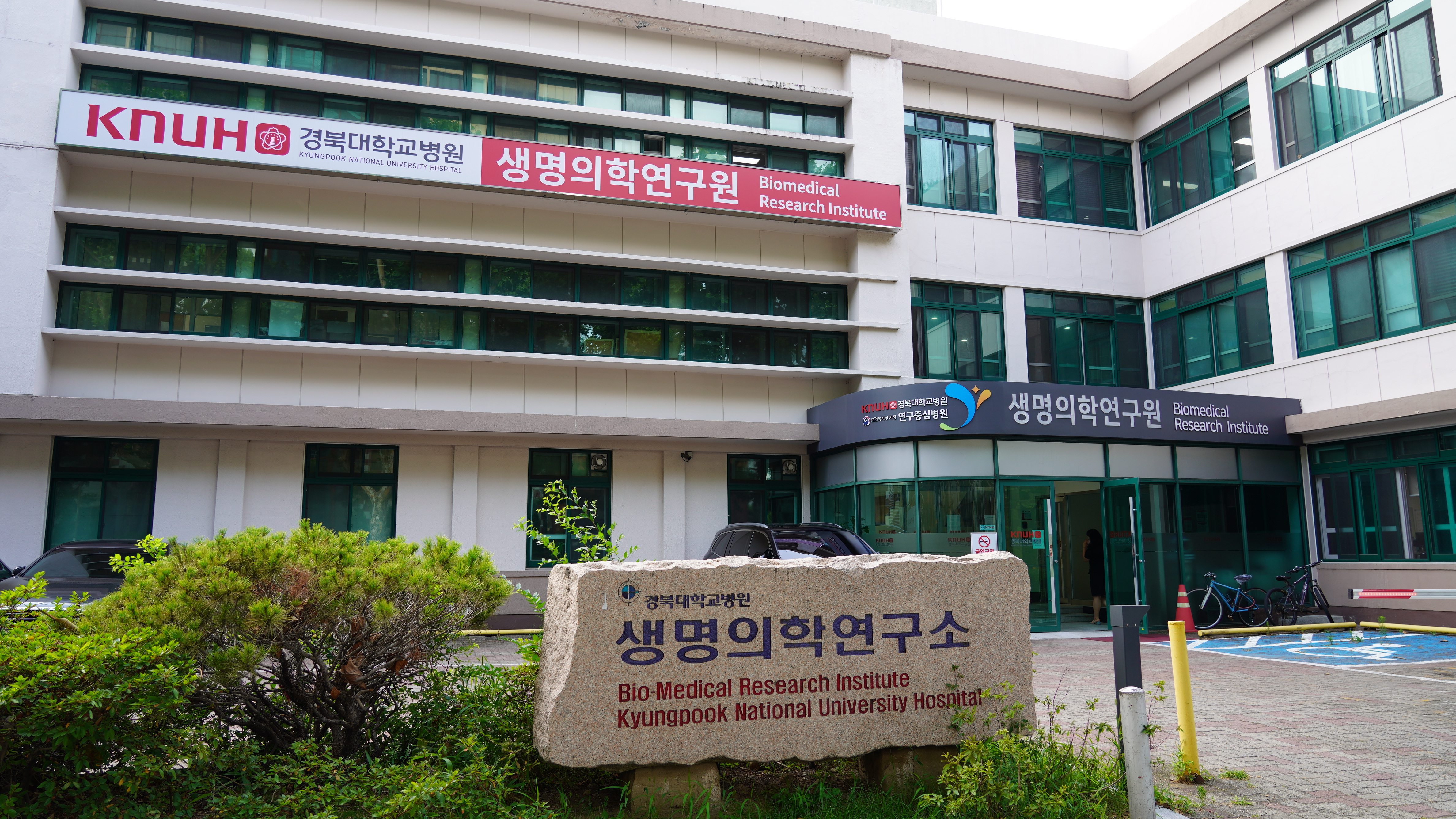
경북대학교병원 생명의학연구원

- 경북대학교병원은 지역공공의료기관으로서는 유일하게 보건복지부 지정 연구중심병원으로 선정되어, 4대 중점 연구 분야(심뇌혈관질환, 대사성질환, 암 진단 및 치료, 생체조직·장기재생)를 선정하여 인력과 연구를 지원하고 있으며 경북대학교병원만의 개방형 연구지원플랫폼을 통해 한 해 국가연구개발 및 위탁과제를 약 510억원 수주하고, SCI급 논문을 540여 건 발표(2021년)등 수많은 성과를 거두고 있다.

- 임상 지식을 기반으로 연구개발과 기술사업화 통해 첨단의료연구를 선도하는 경북대학교병원은 건립을 앞둔 첨단임상시험센터의 운영을 책임지고 있다. 신약 후보 물질과 의료기기 시제품의 안정성과 효과성을 검증하는 첨단임상시험센터는 대구경북첨단의료복합단지 내에 위치한 주요기관 및 기업과 긴밀하게 연계하는 시너지효과를 통해 국내외 임상시험의 중심지로 거듭날 것이다.

• 지난 7월 21일(2022년) 보건복지부 주관 ‘연구중심병원 육성 R&D 사업’의 주관기관으로 선정되어 우수한 연구역량을 인정받았다. 이번 사업은 주관기관으로 2015년에 심뇌혈관질환 플랫폼 구축 연구가 선정된 이후 이번이 두 번째 사업 수주로, 지역 바이오헬스 생태계 활성화와 의료격차 해소를 지속해서 견인할 것으로 기대한다. 이번 육성과제는 ‘알파에이지 시대를 대비한 K-Hospitech 기반 글로컬라이제이션(glocalization) 환자 케어 플랫폼 구축 (연구책임자 이규엽 교수)’ 계획으로 8년 6개월간 총사업비 326억 원 규모의 과제를 수행할 예정이다.
- 임상교육훈련센터 지원사업 선정으로 지역 의료인력 교육 역할 주도

- 22년 5월 교육부 주관 ‘국립대병원 임상교육훈련센터 지원사업’에 선정되어 병원 내 의료인력과 지방의료원 등 지역 의료인력들의 보건의료 역량 강화를 위해 모의 실습 중심의 체계적인 임상 교육 및 훈련을 시행하게 된다. 병원은 교육부로부터 센터 구축을 위해 2025년 까지 총 187.5억원을 지원받게 되며, 칠곡경북대병원 내 지하 1층 지상 4층 규모로 건립 예정이다.

## 공공보건의료활동

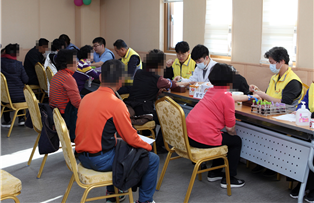
지역사회 의료지원

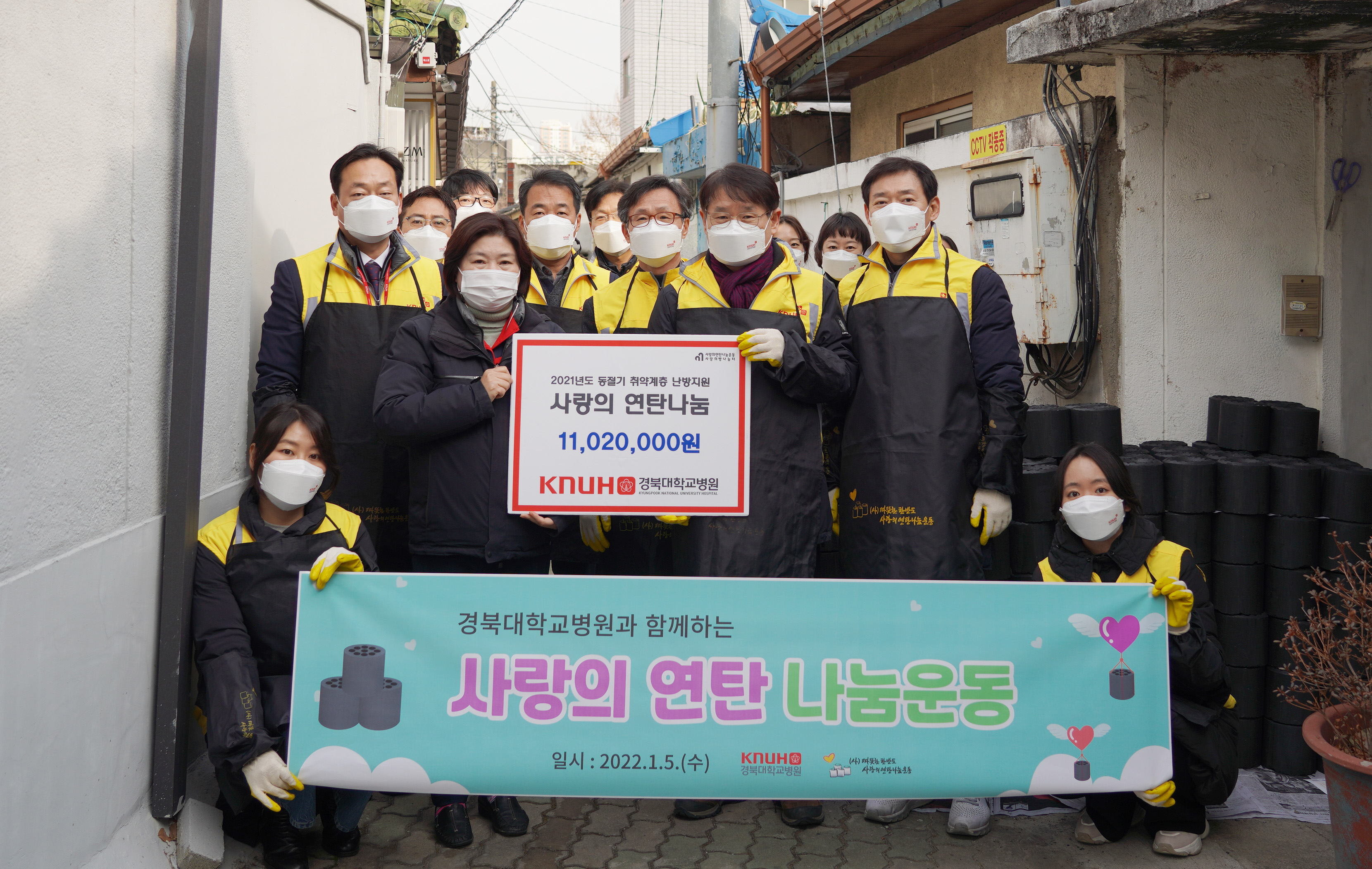
사랑의 연탄나눔 행사

- 경북대학교병원은 국립대병원으로서 의료서비스의 공공성을 강화하고 지역민들에게 양질의 공공보건의료를 제공하기 위해 힘쓰고 있다. 농·어촌 지역의 의료접근성을 개선하고, 취약계층 건강안전망을 구축하기 위해 지역기관들과 함께 의료지원 서비스를 제공하고 있으며 특히, 보건·의료·복지서비스의 통합적 제공으로 지역민의    건강증진과 의료사각지대를 해소하기 위해 노력하고 있다.

또한, 권역책임의료기관으로서 공공보건의료 협력체계 구축 사업을 통해 응급, 감염, 재활 등 필수의료서비스 보장과 지역 간 격차 해소를 위한 역할을 수행하고 있다.
- 주요사업 - 공공보건의료사업: 지역 공공보건의료기관 의료인력 지원 사업, 취약계층 의료서비스 지원 사업, 지역사회 의료지원 사업, 대구·경북 보건의료복지 통합체계 구축, 사회공헌활동(사랑의 연탄나눔 운동, 찾아가는 교육기부, 1사1촌 자매결연 등) 등

- 공공보건의료 협력체계구축 사업: 대구경북 지역 공공보건의료 협의체 운영, 퇴원환자 지역사회 연계 사업, 중증응급 이송·전원 및 진료협력 사업, 감염 및 환자안전관리 사업, 재활의료 및 지속관리 협력 사업, 지역보건의료기관 인력 교육 및 네트워크 구축 사업 등

ㆍ2022년 공공보건의료계획 시행결과 평가 '최우수' 등급 획득
- 건강안전망 분야에서 보건의료복지통합 지원체계 구축사업을 통해 취약계층 건강안전망 구축을 위한 노력과 지역민의 수요를 반영한 보건의료서비스를 제공한 점에서 좋은 평가를 받음.

## 병원 경영
• 2023 교육부 경영평가 3년 연속 A등급 획득
- 국립대병원 유일 교육사업 A등급, 코로나19 단계적 일상회복을 위한 권역책임의료기관의 중추적 역할 수행

## COVID-19 관련

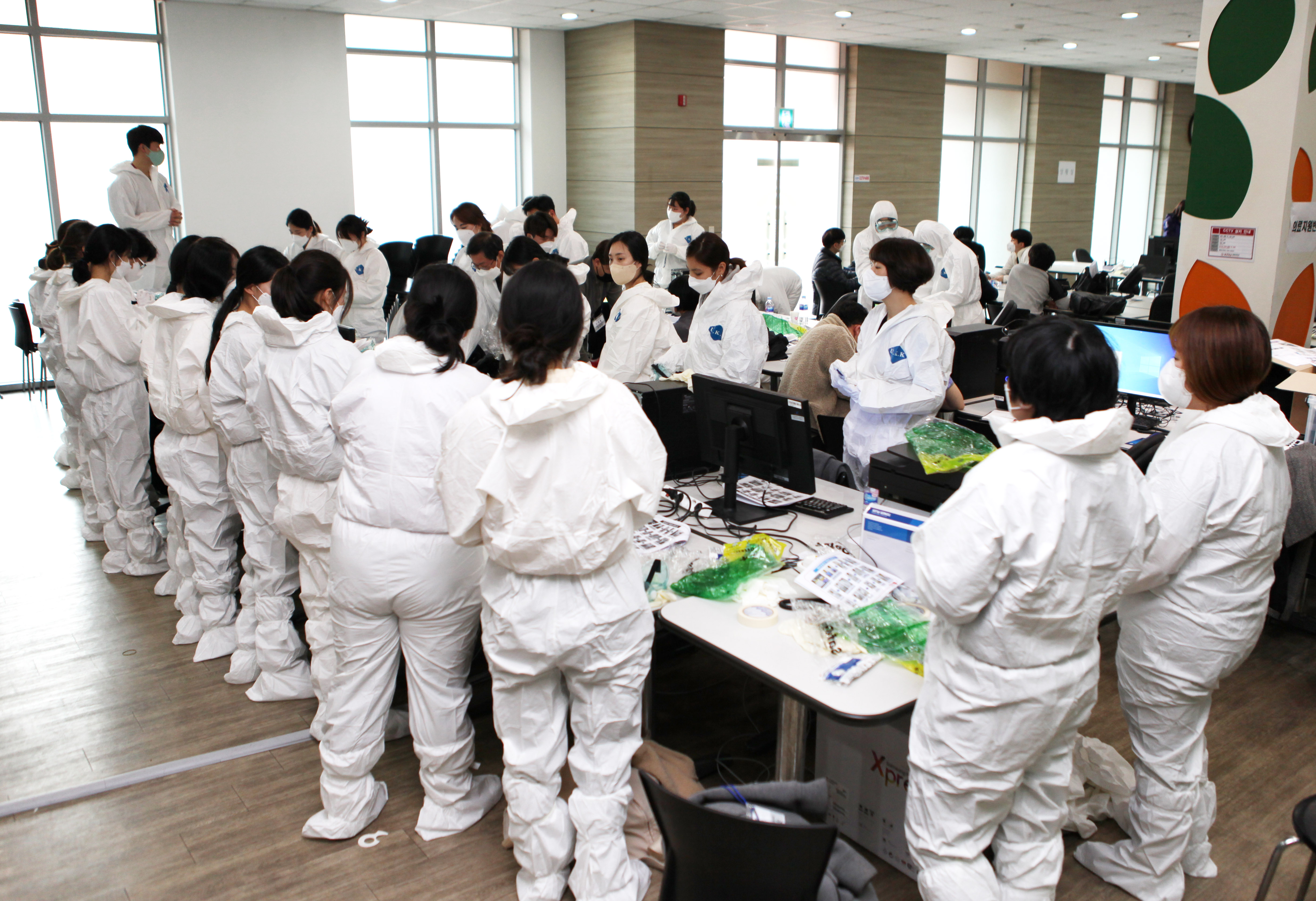
대구2생활치료센터

•경북대학교병원은 권역 거점의료기관으로 다양한 감염병 예방과 치료에 힘쓰고 있으며, 감염병 의료 관련 자문 및 교육, 예방관리 활동 등 의료 관련 감염병 예방관리 사업을 수행하여 효과적인 감염관리 대응체계 구축에 기여하고 있다.

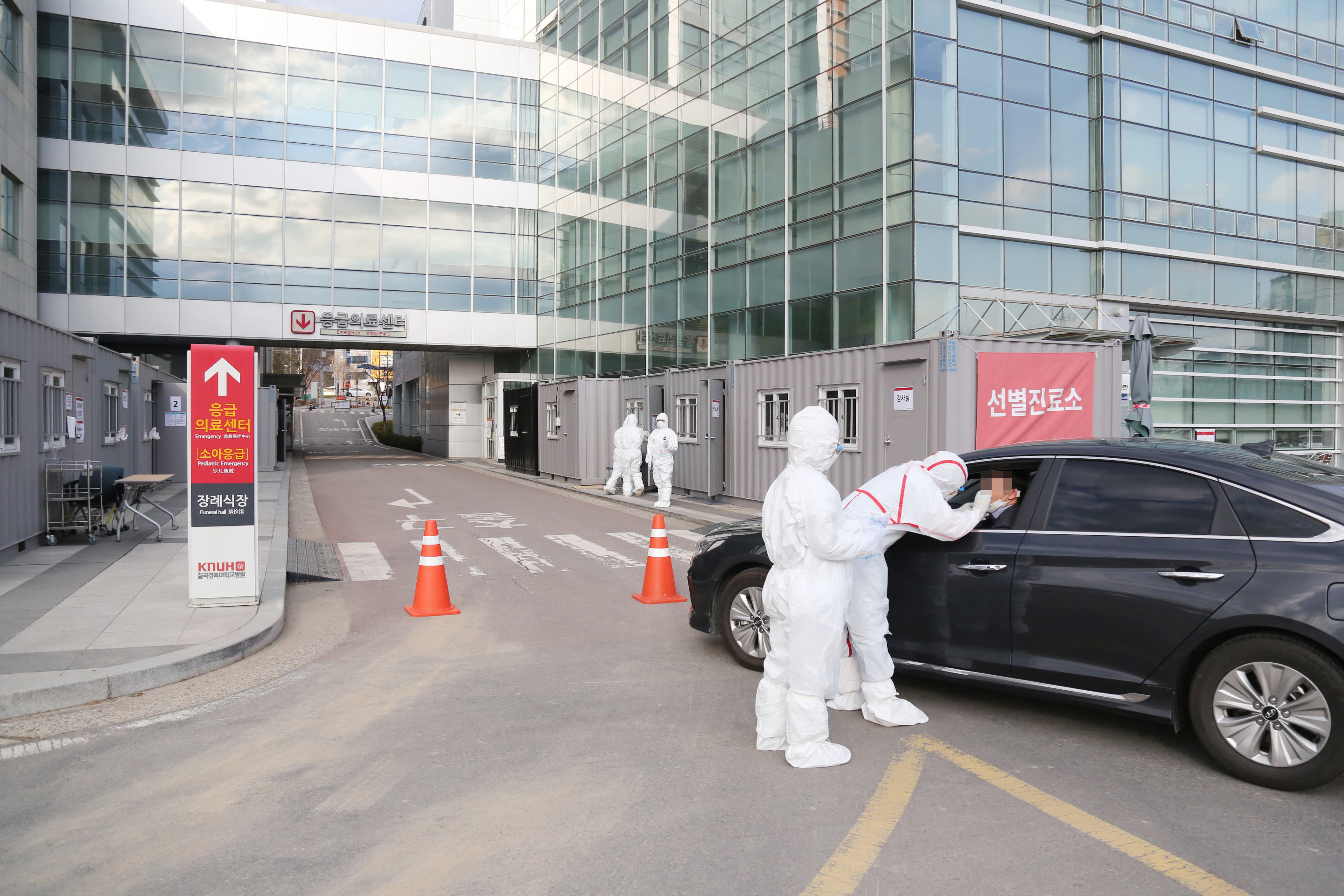
드라이브스루 선별진료소(칠곡경북대학교병원)

•경북대학교병원은 대구‧경북지역 코로나19 확진자가 발생한 2020년부터 현재까지 일반 진료뿐 아니라 코로나19 환자 치료에도 총력을 기울이고 있다. 특히 국내 최초로 생활치료센터를 운영하여 경증환자를 치료하였으며, 코로나19 발생과 동시에 음압격리병상을 확보하여 중증환자를 치료하고 있다. 칠곡경북대학교병원은 세계 최초로 도입한 ‘드라이브 스루 선별진료소’를 가동하여 K 방역의 우수성을 세계에 알리고 신속하고 안전한 진단검사가 진행되는 모범적 사례를 남겼으며 관련 연구 논문도 수차례 발표하는 등 뛰어난 감염병 대처 역량을 보여줬다.

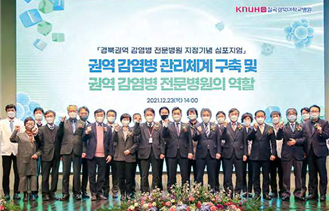
대구2생활치료센터

•칠곡경북대학교병원은 2021년 질병관리청에서 주관하는 「권역 감염병전문병원 구축 사업」에 ‘경북권 감염병전문병원’으로 선정되었으며, 대규모 신종감염병 위기 상황에 대비하기 위한 국가 감염병 관리 인프라 및 권역별 감염병 대응 컨트롤타워로서 독립적 감염 병동 설치·운영을 목적으로 건립을 추진하고 있다. 병원 내 부지 11,537㎡(약 3,490평)에 지하 4층·지상 6층, 주차대수 240대 규모의 병원을 신축하게 된다.
향후 감염병 전문병원으로서 평상시에는 감염병 관리를 포함해 감염병 위기대비, 대응체계 구축 및 운영을 위한 컨트롤 타워 역할로 권역 내 감염병 환자(투석, 수술 등)의 진료를 담당하고 위기 대응 역량을 강화하기 위해 전문인력의 교육 훈련 및 연구를 수행한다. 또한, 감염병 위기 시에는 효율적인 대응을 위한 의료기관 간 협업, 권역 내 환자 의뢰·회송 등 관리기능과 중증환자 및 특수환자에 대한 중점 입원 치료 등 진료 기능을 수행하게 된다.

## 운영기관
- 경북대학교병원
- 칠곡경북대학교병원
- 경북대학교 어린이병원
- 대구경북지역암센터
- 대구경북노인보건의료센터
- 경북권역재활병원(경산)
- 첨단임상시험센터

## 참고 자료
- 경북대학교병원 - 알리오(공공기관 경영정보 공개시스템)